# Чапельное
Чапельное — село в Волоконовском районе Белгородской области России. В составе Ютановского сельского поселения.

## География
Село расположено в восточной части Белгородской области, на правобережье реки Оскол, в 5 км по прямой к западо-северо-западу от северо-западных окраин расположенного на левобережье районного центра Волоконовки.

## История

### Происхождение названия
Существует версия, что безымянный у-образный овраг, впоследствии получивший название «Чапельный», и дал название селу. Чапельник, он же сковородник, — это кухонный прибор, говоря современным языком — это съёмная ручка для сковородки. Чапельник представляет собой у-образный крюкс упором на деревянном черенке и служил для захватывания чапелы (сковороды), не имеющей ручки и пригодной для установки в печь.

### Исторический очерк
В 1859 году — Бирюченского уезда «деревня владельческая Чапельная при отвертке безымянного оврага», «по правую сторону тракта на город Харьков» — 60 дворов.
В 1900 году — Бирюченского уезда Волоконовской волости «хутор Чапельный при овраге Чапельном, в 8 верстах от Волоконовки» — 171 двор, земельный надел 997 десятин, общественное здание, 2 ветряные мельницы.
С июля 1928 года «хутор Чапельное» в Шидловском сельсовете Волоконовского района.
В 1950-е годы хутор Чапельное в Ютановском сельсовете Волоконовского района; во второй половине 1960-х Чапельное в административных документах именуют уже «селом».
В 1997 году село Чапельное — в составе Ютановского сельского округа.
В 2010 году село Чапельное — в составе Ютановского сельского поселения Волоконовского района Белгородской области.

## Население
В 1859 году в деревне было 648 жителей (339 мужчин, 309 женщин).
В 1900 году на хуторе было 989 жителей (504 мужчины, 485 женщин).
На 1 января 1932 года в Чапельном — 798 хуторян.
По данным переписей населения в селе Чапельном на 17 января 1979 года — 427 жителей, на 12 января 1989 года — 334 (147 мужчин, 187 женщин), на 1 января 1994 года — 365 жителей и 129 хозяйств.
В 1997 году в селе Чапельном Ютановского сельского округа — 139 подворий и 380 жителей, в 1999 году — 338 жителей, в 2001 году — 345.
| 1859 | 1897 | 2002 | 2010 |
| ---- | ---- | ---- | ---- |
| 648  | ↘623 | ↘323 | ↘305 |

## Инфраструктура
По состоянию на 1995 год в селе Чапельном имелись клуб, библиотека, неполная средняя школа.

## Известные уроженцы
Шрубченко Вячеслав Семёнович (1939—2012) — советский и российский артист. Солист хора ансамбля песни и танца Марийской государственной филармонии имени Я. Эшпая (1969―1981), солист-вокалист Государственной хоровой капеллы имени А. Искандарова (1981―2009). Народный артист Республики Марий Эл (1999).